# Nuevo Cine Latinoamericano
Tercer Cine o Nuevo Cine Latinoamericano fue un movimiento latinoamericano surgido en la década de 1960 que se contrapone al modelo construido por Hollywood, el cual era de carácter industrial y dominaba el cine a nivel mundial. Este movimiento se enfocó en rearticular los modos de producción y de exhibición del cine e innovar el lenguaje cinematográfico, además buscaba crear un cine político que tomara en cuenta cuestiones sociales del momento y que rompiera de manera radical con la pasividad del espectador.  Estuvo caracterizado por la producción de películas críticas con la realidad social del continente, de marcado acento autoral, que intentaban denunciar la situación política de violencia, el neocolonialismo o subdesarrollo de los países latinoamericanos. Algunos de sus principales exponentes fueron los argentinos Fernando Birri y Fernando Solanas, los uruguayos Mario Handler y Ugo Ulive, los brasileños Glauber Rocha, Ruy Guerra y Nelson Pereira dos Santos, los chilenos Raúl Ruiz, Patricio Guzmán y Miguel Littín, el boliviano Jorge Sanjinés, los colombianos Marta Rodríguez y Jorge Silva, la venezolana Margot Benacerraf, los cubanos Santiago Álvarez, Julio García Espinosa, Sara Gómez, Tomás Gutiérrez Alea y Humberto Solás, entre otros.

## Historia
En 1958 se produjo el primer encuentro de cineastas de América Latina, en Montevideo, Uruguay, durante el Primer Congreso Latinoamericano de Cineastas Independientes, en el Festival de Cine del Sodre. Entonces se creó la Asociación Latinoamericana de Cineastas Independientes (ALACI),  un antecedente del Primer Encuentro de Cineastas Latinoamericanos de Viña del Mar, Chile, realizado en marzo de 1967. Por primera vez se reunieron cineastas de los países latinoamericanos para trazar estrategias de realización cinematográfica en la región donde se potenciara una conciencia cultural propia. Dos años después, en el mismo festival, se estableció el canon del Nuevo Cine Latinoamericano.  
Para esa fecha ya se habían escrito varios manifiestos por parte de los propios realizadores: Cine y subdesarrollo (1962) de Fernando Birri, La estética del hambre (1965) de Glauber Rocha, Hacia un tercer cine (1968) de Octavio Getino y Fernando Solanas, Por un cine imperfecto (1969) de Julio García Espinosa. Todos ellos exigían un cine que tuviera en cuenta la conciencia del subdesarrollo y la responsabilidad social, lo cual debía derivar en filmes que articularan el quehacer estético con el compromiso ideológico.
En los años 1970, la llegada de gobiernos dictatoriales en varios puntos del continente obligó a muchos cineastas a exiliarse fuera de sus países natales. Muchos de ellos, como Fernando Birri, Jorge Sanjinés, Fernando Solanas, Mario Handler, Ugo Ulive, o Glauber Rocha fueron obligados a exiliarse, lo que de alguna manera desarmó el movimiento. Hacia los años 1980, el Nuevo Cine Latinoamericano terminó por desintegrarse completamente, aunque la mayoría de sus exponentes siguieron haciendo cine. 

## Características
El Nuevo Cine Latinoamericano se diferenció notablemente del cine producido en la región entre los años treinta y los cincuenta, pues se orientaba mucho más hacia el “cine de autor” y tomaba distancia de los mecanismos comerciales. Se consideró que el cine era uno de los pilares básicos de la cultura de la modernidad, por lo cual era imprescindible intervenirlo con nuevas ideas descolonizadoras y militantes en contra del subdesarrollo y la dependencia. 
El Nuevo Cine Latinoamericano nació y se desarrolló dentro del marco de la “filosofía de la liberación”, producida en América Latina como consecuencia de los movimientos populares, las guerrillas y las rebeliones estudiantiles de los años 1960. Otras influencias para la cinematografía de la región fueron la Revolución Cubana, los movimientos de liberación contra-coloniales en África, las teorías sobre el subdesarrollo generadas por autores como Frantz Fanon, así como la intervención de Estados Unidos en la guerra de Vietnam. Todo ello promovió un discurso antiimperialista y antiburgués, orientado a defender los pueblos y a denunciar de los abusos políticos.
El Nuevo Cine Latinoamericano se proponía, por tanto, desarmar los paradigmas del cine comercial (sobre todo el de Hollywood), utilizando la improvisación, la experimentación y captando las dinámicas de los pueblos que suponían, por sí mismas, un valor estético y “espectacular”. La realidad latinoamericana, con sus múltiples contrastes, sus movimientos populares y su riqueza natural y cultural, daba pie para la realización de filmes que, más allá de la construcción de la ficción, captaran la vitalidad de una región apenas conocida a nivel mundial. El Nuevo Cine debía insistir en la búsqueda de los aspectos no representados y las potencialidades no exploradas de esa realidad latinoamericana. 
Se trabajó especialmente con el documental de corte etnográfico (centrado en las personas y sus costumbres), aunque también se estrenaron importantes ficciones y películas docuficcionales.  

## Películas destacadas
- El mégano, Julio García Espinosa, Cuba, 1955.
- Esta tierra nuestra, Tomás Gutiérrez Alea, Cuba, 1959.
- Araya (Margot Benacerraf, 1959)
- Historias de la Revolución, Tomás Gutiérrez Alea, Cuba, 1960.
- Tiré Dié (Fernando Birri, 1960)
- Los inundados (Fernando Birri, 1961)
- Las doce sillas, Tomás Gutiérrez Alea, Cuba, 1962.
- Minerva traduce el mar, Humberto Solás y Óscar Valdés, Cuba, 1962.
- Vidas secas (Nelson Pereira dos Santos, 1963)
- Dios y el diablo en la tierra del sol, Glauber Rocha, Brasil, 1964.
- Maioria Absoluta (Leon Hirszman, 1964)
- Carlos. Cine retrato de un caminante (Mario Handler, 1965)
- Now (Santiago Álvarez, 1965)
- Ukamau, Jorge Sanjinés, Bolivia, 1966.
- Muerte de un burócrata, Tomás Gutiérrez Alea, Cuba, 1966.
- Tierra en trance (Glauber Rocha, 1967)
- Mandabi, Ousmane Sembène, Senegal, 1968.
- La hora de los hornos (Fernando Solanas y Octavio Getino, 1968)
- Memorias del subdesarrollo (Tomás Gutiérrez Alea, 1968)
- Lucía (Humberto Solás, 1968)
- Me gustan los estudiantes (Mario Handler, 1968)
- Antonio das Mortes (Glauber Rocha, 1969)
- Sangre de cóndor, Jorge Sanjinés, Bolivia, 1969.
- El chacal de Nahueltoro, Miguel Littín, Chile, 1969.
- El coraje del pueblo (Jorge Sanjinés, 1971)
- Perón, La revolución justicialista (Fernando Solanas, 1971)
- Ahora te vamos a llamar hermano (Raúl Ruiz, 1971)
- El enemigo principal, Jorge Sanjinés, Perú, 1973.
- La tierra prometida, Miguel Littín, Chile, 1972.
- México: La revolución congelada, Raymundo Gleyzer, Argentina, 1973.
- La lucha de un pueblo sin armas, Patricio Guzmán, Chile, 1972-1973 (También conocida como La batalla de Chile, se estrenó en este país hasta 1996).
- De cierta manera (Sara Gómez, 1974)
- Los hijos de Fierro (Fernando Solanas, 1975)
- La Batalla de Chile (Patricio Guzmán, 1975)
- Dos puertos y un cerro (Mario Handler, 1976)
- ¡Fuera de aquí!, Jorge Sanjinés, Ecuador, 1977.